# Президент Федерации Боснии и Герцеговины
Президент Федерации Боснии и Герцеговины (босн. и хорв. Predsjednik Federacije Bosne i Hercegovine, серб. Предсједник Федерације Босне и Херцеговине) представляет Федерацию и является главой федеральной исполнительной власти. Срок полномочий Федерального президента — 4 года.

## Порядок избрания
Первоначально в Конституции Федерации Боснии и Герцеговины (1994 год) было установлено, что являющийся главой государства президент федерации имел одного вице-президента. Они избирались Палатой представителей и Палатой народов Парламента Федерации Боснии и Герцеговины большинством голосов из числа кандидатов, выдвинутых раздельно боснякским и хорватским объединениями депутатов Палаты народов. Избранные на четыре года лица поочередно замещали посты президента и вице-президента.
Конституционная поправка XLI (2002 год) установила, что «президент Федерации имеет двух вице-президентов из разных народов». В совокупности с другими принятыми поправками сербы, наравне с босняками и хорватами, стали составными частями Федерации. Было сформировано объединение сербских депутатов в Палате народов, и установлен новый порядок избрания президента и двух вице-президентов Федерации. 
Выборы федерального президента проходят в парламенте и состоят из нескольких этапов: во-первых, не менее одной трети депутатов каждого из трёх (боснийской, хорватской и сербской) национальных объединений в Палате народов могут выдвинуть кандидатов в президенты и двух вице-президентов. Избрание требует принятия совместного списка из трёх кандидатов большинством голосов в Палате представителей, а затем в Палате народов. Если ни один список кандидатов не получает требуемого большинства в обеих палатах, процедура повторяется. Если в ходе повторной процедуры одна из палат не одобрит общего списка, что кандидаты выбираются путём принятия списка только одной палатой. Президент может быть отрешён с должности после того, как Федеральный конституционный суд одобрит вотум недоверия, вынесенный двумя третями депутатов парламента Федерации.

## Компетенция
Президент Федерации несёт ответственность за:
- назначение правительства, руководителей дипломатических миссий, а также судей Конституционного Суда Федерации по предложению Высшего судебного и прокурорского совета;
- проведение консультаций относительно назначения омбудсменов и судей;
- подписание решений Парламента Федерации после их принятия;
- подписания и ратификации международных соглашений от имени Федерации;
- прощение за преступления, установленные федеральным законом, за исключением военных преступлений, преступлений против человечности и геноцида.

Президент Федерации, с согласия вице-президента Федерации, может, когда он определит, что палаты парламента не могут принять необходимые законы, распустить одну или обе палаты. Он обязан распустить обе палаты, если они не могут принять бюджет Федерации до начала бюджетного года.

## Список Президентов Федерации Боснии и Герцеговины
18 марта 1994 года было подписано Вашингтонское соглашение о прекращении огня между Хорватской республикой Герцег-Босна и Республикой Босния и Герцеговина, по которому на контролируемой сторонами территории создавалась Федерация Боснии и Герцеговины (босн. и хорв. Federacija Bosne i Hercegovine, серб. Федерација Босне и Херцеговине), состоящая из 10 кантонов, организованных так, чтобы предотвратить преимущество какой-либо этнической группы.

### Президент Федерации Боснии и Герцеговины (1994—1996)
30 марта 1994 года Учредительной скупщиной Федерации была утверждена её конституция, а 31 мая 1994 года — избраны президент  и вице-президент Федерации.
| #         | Портрет | Имя                                                 | Начало полномочий | Конец полномочий | Партия                                                      |
| --------- | ------- | --------------------------------------------------- | ----------------- | ---------------- | ----------------------------------------------------------- |
| Президент |         |                                                     |                   |                  |                                                             |
| 1         |         | Крешимир Зубак (1947—) босн. и хорв. Krešimir Zubak | 31 мая 1994       | 5 октября 1996   | Хорватское демократическое содружество Боснии и Герцеговины |

### Федерация Боснии и Герцеговины (энтитет, с 1996)
5 октября 1996 года Федерация Боснии и Герцеговины была интегрирована как энтитет в квази-федеративную Боснию и Герцеговину.
| #      | Портрет                         | Имя                                                                              | Начало полномочий | Конец полномочий | Партия                                                      |
| ------ | ------------------------------- | -------------------------------------------------------------------------------- | ----------------- | ---------------- | ----------------------------------------------------------- |
| (1)    |                                 | Крешимир Зубак (1947—) босн. и хорв. Krešimir Zubak                              | 5 октября 1996    | 18 марта 1997    | Хорватское демократическое содружество Боснии и Герцеговины |
| 2      |                                 | Владимир Шольич (1943—) босн. и хорв. Vladimir Šoljić                            | 18 марта 1997     | 29 декабря 1997  | Хорватское демократическое содружество Боснии и Герцеговины |
| 3 (I)  |                                 | Эюп Ганич (1946—) босн. и хорв. Ejup Ganić                                       | 29 декабря 1997   | 1 января 1999    | Партия демократического действия                            |
| 4 (I)  |                                 | Иво Андрич-Лужански (1956—) босн. и хорв. Ivo Andrić-Lužanski                    | 1 января 1999     | 1 января 2000    | Хорватское демократическое содружество Боснии и Герцеговины |
| 3 (II) |                                 | Эюп Ганич (1946—) босн. и хорв. Ejup Ganić                                       | 1 января 2000     | 1 января 2001    | Партия демократического действия                            |
|        | независимый                     | Эюп Ганич (1946—) босн. и хорв. Ejup Ganić                                       | 1 января 2000     | 1 января 2001    |                                                             |
| 4 (II) |                                 | Иво Андрич-Лужански (1956—) босн. и хорв. Ivo Andrić-Lužanski                    | 1 января 2001     | 28 февраля 2001  | Хорватское демократическое содружество Боснии и Герцеговины |
| 5      |                                 | Карло Филипович (1954—) босн. и хорв. Karlo Filipović                            | 28 февраля 2001   | 1 января 2002    | Социал-демократическая партия Боснии и Герцеговины          |
| 6      |                                 | Сафет Халилович (1951—2017) босн. и хорв. Safet Halilović                        | 1 января 2002     | 27 января 2003   | За Боснию и Герцеговину                                     |
| 7      |                                 | Нико Лозанчич (1957—) босн. и хорв. Niko Lozančić                                | 27 января 2003    | 22 февраля 2007  | Хорватское демократическое содружество Боснии и Герцеговины |
| 8      |                                 | Боряна Кришто (1961—) босн. и хорв. Borjana Krišto                               | 22 февраля 2007   | 17 марта 2011    | Хорватское демократическое содружество Боснии и Герцеговины |
| 9      |                                 | генерал-полковник (в отставке) Живко Будимир (1962—) босн. и хорв. Živko Budimir | 17 марта 2011     | 9 февраля 2015   | Хорватская партия права                                     |
|        | Партия справедливости и доверия | генерал-полковник (в отставке) Живко Будимир (1962—) босн. и хорв. Živko Budimir | 17 марта 2011     | 9 февраля 2015   |                                                             |
| 10     |                                 | Маринко Чавара (1967—) босн. и хорв. Marinko Čavara                              | 9 февраля 2015    | 28 февраля 2023  | Хорватское демократическое содружество Боснии и Герцеговины |
| 11     |                                 | Лидия Брадара (1971—) босн. и хорв. Lidija Bradara                               | 28 февраля 2023   | действующий      | Хорватское демократическое содружество Боснии и Герцеговины |